# Annie Bataille
Annie Bataille (* 15. Februar 1952 in Enghien-les-Bains; † 5. März 2014) war eine französische Fußballspielerin.
Bataille bestritt für Frankreich zwölf Länderspiele zwischen 1972 und 1978. Auf Vereinsebene spielte sie unter anderen für Paris Joinville, FC Rouen und SC Caluire Saint-Clair. Mit Rouen stand sie 1976 und mit Caluire 1977 im Finale um die französische Meisterschaft – und beide Endspiele entschieden Batailles Gegnerinnen von Stade Reims für sich.